# سيليا جونسون
سيليا جونسون (بالإنجليزية: Celia Johnson)‏ هي ممثلة بريطانية (وحملت سابقاً جنسية المملكة المتحدة لبريطانيا العظمى وأيرلندا)، ولدت في 18 ديسمبر 1908 في المملكة المتحدة، وتوفيت بنفس المكان في 25 أبريل 1982 بسبب سكتة. بدأت مشوارها المهني سنة 1939.

## أعمال

### أفلام
- (1942) فيما نخدم

## ترشيحات
- جائزة الأوسكار لأفضل ممثلة (1946)

## وصلات خارجية
- سيليا جونسون على موقع IMDb (الإنجليزية)
- سيليا جونسون على موقع الموسوعة البريطانية (الإنجليزية)
- سيليا جونسون على موقع روتن توميتوز (الإنجليزية)
- سيليا جونسون على موقع ألو سيني (الفرنسية)
- سيليا جونسون على موقع ميوزك برينز (الإنجليزية)
- سيليا جونسون على موقع تيرنر كلاسيك موفيز (الإنجليزية)
- سيليا جونسون على موقع أول موفي (الإنجليزية)
- سيليا جونسون على موقع قاعدة بيانات برودواي على الإنترنت (الإنجليزية)
- سيليا جونسون على موقع قاعدة بيانات الأفلام السويدية (السويدية)
- سيليا جونسون على موقع إن إن دي بي (الإنجليزية)